# Ója Ajumi
Ója Ajumi (大矢 歩; Hepburn: Oya Ayumi) (Midori, 1994. november 8. –) japán válogatott labdarúgó.

## Klub
2011 óta az Ehime FC csapatának játékosa, ahol 76 bajnoki mérkőzésen lépett pályára és 20 gólt szerzett.

## Nemzeti válogatott
2017-ben debütált a japán válogatottban. A japán válogatottban 9 mérkőzést játszott.

## Statisztika
| Japán válogatott | Japán válogatott | Japán válogatott |
| Időszak          | Mérk.            | gól              |
| ---------------- | ---------------- | ---------------- |
| 2017             | 8                | 0                |
| 2018             | 1                | 0                |
| Összesen         | 9                | 0                |